# Cova dels Trabucaires
La Cova dels Trabucaires és una cova del terme comunal de Ceret, vila de la comarca del Vallespir, a la Catalunya del Nord.
És a prop de l'extrem sud-est del terme, al nord del Pic de les Salines, o Puig de les Pedrisses i a ponent de la Collada de l'Estràbol i del Pas del Cavall.

## Història
La tardor de l'any 1840, acabada la primera guerra carlina, va romandre activa una guerrilla persistent, individualista, que va actuar en els territoris catalans des de l'endemà de l'exili de les tropes de Ramon Cabrera i durant sis anys. Aquests rebels van ser anomenats trabucaires, i un grup d'aquests va ser pres per la policia francesa en territori del Vallespir, foren jutjats a Perpinyà entre 1845 i 1846 en dues tongades, i condemnats a penes molt greus. El seu principal amagatall al Vallespir fou la Cova dels Trabucaires, tot i que la base principal era una altra cova, actualment també denominada dels Trabucaires, a Bassegoda, a la Garrotxa. La primera zona de presència trabucaire fou en els entorns de la Cova dels Trabucaires: Sant Llorenç de Cerdans, Prats de Molló, el Voló, Arles, Reiners, Serrallonga i Ceret.
Els trabucaires eren una quinzena de bandolers procedents del bàndol carlí que imposaren el seu domini en el Vallespir fins que caigueren, el 5 de maig del 1846, en una emboscada al Mas de l'Eloi de Cortsaví. Havien degollat en Joan Massot, de 16 anys, a la cova de Bassegoda, a migdia de Cortsaví. De tretze capturats, quatre foren condemnats a mort, pena que s'executà el 27 de juny d'aquell mateix any. El capitost, Joan Simó, Collsuspiner o Tocabens i el seu lloctinent Balma foren executats a Ceret, i els altres dos, a Perpinyà.